# ジャスティン・マークス
ジャスティン・マイケル・マークス（Justin Michael Marks, 1988年1月12日 - ）は、アメリカ合衆国・ケンタッキー州デイビース郡オーエンズボロ出身の元プロ野球選手（投手）。左投左打。

## 経歴

### プロ入り前
2006年のMLBドラフト37巡目（全体1123位）でボストン・レッドソックスから指名されたが、ルイビル大学へ進学。

### アスレチックス傘下時代
2009年のMLBドラフト3巡目（全体92位）でオークランド・アスレチックスから指名され契約。ルーキー級アリゾナリーグ・アスレチックスでプロデビュー。デビュー戦では先発起用されたが、1回に3安打6失点4四球と乱調し、1死も取れず降板した。この年は1試合の登板にとどまった。
2010年はA級ケーンカウンティ・クーガーズでプレーし、20試合に登板して3勝12敗・防御率4.92・119奪三振の成績を残した。7月にA+級ストックトン・ポーツへ昇格。5試合に登板して3勝1敗・防御率4.58・17奪三振の成績を残した。

### ロイヤルズ時代
2010年11月10日にデビッド・デヘスースとのトレードで、ビン・マザーロと共にカンザスシティ・ロイヤルズへ移籍した。
2011年はA+級ウィルミントン・ブルーロックスでプレーし、28試合に登板して8勝8敗・防御率3.98・140奪三振の成績を残した。
2012年はAA級ノースウエストアーカンソー・ナチュラルズでプレーし、17試合に登板して3勝5敗・防御率3.80・73奪三振の成績を残した。8月にAAA級オマハ・ストームチェイサーズへ昇格。唯一の登板で1.2回で9失点を喫し、0勝1敗・防御率48.60の惨憺たる結果だった。オフの11月20日にロイヤルズとメジャー契約を結んだ。
2013年はAA級ノースウエストアーカンソーで2試合に登板後、4月にAAA級オマハへ昇格。24試合に登板して6勝13敗・防御率4.58・117奪三振の成績を残した。
2014年はAAA級オマハで開幕を迎え、4月17日にメジャーへ昇格した。4月20日のミネソタ・ツインズ戦でメジャーデビュー。4点ビハインドの6回表から登板したが、2回を投げ4安打3失点3四球だった。4月21日にAAA級オマハへ降格した。6月2日にDFAとなった。

### アスレチックス・レンジャーズ傘下時代
2014年6月6日に金銭トレードで古巣・アスレチックスへ移籍した。移籍後はAAA級サクラメント・リバーキャッツでリリーフとして4試合に登板して防御率0.00だった。6月20日に40人枠から外れ、同日にウェイバーでテキサス・レンジャーズへ移籍した。AAA級ラウンドロック・エクスプレスで5試合に登板したが、メジャーへ昇格することはなく、7月25日に自由契約となった。

### ダイヤモンドバックス傘下時代
2014年11月13日にアリゾナ・ダイヤモンドバックスとマイナー契約を結び、17日に傘下のAAA級リノ・エーシズへ配属された。2015年はメジャー昇格は無く、AAA級リノで28試合（先発19試合）に登板して5勝9敗・防御率5.63・84奪三振の成績を残した。オフの11月7日にFAとなった。

### レイズ時代
2016年1月19日にタンパベイ・レイズとマイナー契約を結び、4月7日にAAA級ダーラム・ブルズへ配属された。9月6日にメジャー契約を結んで昇格した。2シーズンぶりのメジャー復帰となった同年は、4試合に登板して防御率1.00だったが、9.0イニングと同数の9四球を与え、制球力に課題を残した。オフの11月7日にFAとなったが、12月22日にマイナー契約で再契約し、2017年のスプリングトレーニングに招待選手として参加することになった。5月5日にメジャー契約を結びアクティブ・ロースター入りしたが、当日のトロント・ブルージェイズ戦に、11⁄3回を投げ被安打2、被本塁打1、失点・自責点1に終わり、翌6日にDFAとなった。

### ドジャース時代
2017年5月9日、ウェイバー公示を経てロサンゼルス・ドジャースに移籍した。ドジャースではメジャー昇格はないまま6月9日にDFAとなり、11日にマイナー契約でAAA級オクラホマに配属された。

## 詳細情報
| 年 度        | 球 団        | 登 板 | 先 発 | 完 投 | 完 封 | 無 四 球 | 勝 利 | 敗 戦 | セ 丨 ブ | ホ 丨 ル ド | 勝 率 | 打 者 | 投 球 回 | 被 安 打 | 被 本 塁 打 | 与 四 球 | 敬 遠 | 与 死 球 | 奪 三 振 | 暴 投 | ボ 丨 ク | 失 点 | 自 責 点 | 防 御 率 | W H I P |
| ------------ | ------------ | ----- | ----- | ----- | ----- | -------- | ----- | ----- | -------- | ----------- | ----- | ----- | -------- | -------- | ----------- | -------- | ----- | -------- | -------- | ----- | -------- | ----- | -------- | -------- | ------- |
| 2014         | KC           | 1     | 0     | 0     | 0     | 0        | 0     | 0     | 0        | 0           | ----  | 13    | 2.0      | 4        | 0           | 3        | 0     | 0        | 2        | 0     | 0        | 3     | 3        | 13.50    | 3.50    |
| 2016         | TB           | 4     | 0     | 0     | 0     | 0        | 0     | 0     | 0        | 0           | ----  | 42    | 9.0      | 7        | 1           | 9        | 0     | 0        | 6        | 0     | 0        | 1     | 1        | 1.00     | 1.78    |
| 2017         | TB           | 1     | 0     | 0     | 0     | 0        | 0     | 0     | 0        | 0           | ----  | 7     | 1.1      | 2        | 1           | 1        | 0     | 0        | 1        | 0     | 0        | 1     | 1        | 6.75     | 2.25    |
| MLB通算：3年 | MLB通算：3年 | 6     | 0     | 0     | 0     | 0        | 0     | 0     | 0        | 0           | ----  | 62    | 12.1     | 13       | 2           | 13       | 0     | 0        | 9        | 0     | 0        | 5     | 5        | 3.65     | 2.11    |

- 「-」は記録なし

### 背番号
- 46（2014年）
- 58（2016年 - 2017年）